# Klinik Im Park
Die Klinik Im Park ist ein Spital in Zürich. Die Klinik wurde 1986 gegründet und ist Teil der Hirslanden-Gruppe. Im Geschäftsjahr 2023/24 wurden an der Klinik 6'463 stationäre Patienten von 351 Ärzten behandelt.

## Lage
Die Klinik Im Park liegt auf der linken Seite des Zürichsees  zwischen Zürich Enge und Zürich Wollishofen. Sie ist öffentlich mit Tram der Verkehrsbetriebe Zürich erreichbar.

## Geschichte
Die Klinik Im Park wurde im Jahr 1986 eröffnet und ist seit 1990 Teil der Hirslanden-Gruppe. 1994 wurde an der Klinik Im Park das erste Gamma-Knife-Zentrum der Schweiz eröffnet. Seit 2014 verfügt die Klinik Im Park über einen Hybrid-OP.

## Kennzahlen
An der Klinik Im Park waren im Geschäftsjahr 2023/24 551 Mitarbeitende sowie 351 Belegärzte und angestellte Ärzte tätig. Die Klinik verfügt über 114 Betten, acht Operationssäle, zwei Gebärzimmer sowie zwei weitere Operationssäle in der Tagesklinik Bellaria. Im Geschäftsjahr 2023/24 wurden 6'463 stationäre Patienten behandelt. Im selben Zeitraum kamen an der Klinik Im Park 486 Kinder zur Welt.

## Fachgebiete
| Fachgebiet                  | behandelte, stationäre Patienten 2023/2024 |
| --------------------------- | ------------------------------------------ |
| Orthopädie/Sportmedizin     | 812                                        |
| Gynäkologie/Geburtshilfe    | 829                                        |
| Chirurgie/Viszeralchirurgie | 948                                        |
| Kardiologie                 | 1782                                       |
| Innere Medizin              | 433                                        |